# Erik Albæk
Erik Albæk (* 1. února 1955 Terndrup) je dánský profesor žurnalistiky a politických věd.
Vystudoval politologii na Aarhuské univerzitě v roce 1982 a získal titul Ph.D. na stejném místě v roce 1988. Byl hostující vědec na MIT a Harvardově univerzitě a hostující profesor na univerzitě ve Vilniusu, Postupimské univerzitě a univerzitě v Amsterodamu.
Byl lektorem na univerzitě v Aarhusu, profesor na Aalborské univerzitě a od roku 2005 profesor v Centru pro žurnalistiku na Univerzitě jižního Dánska. Byl předsedou Rady pro výzkum sociálních věd a politologie a asociace Nordic.
V roce 2016 získal The Goldsmith Book Prize za knihu Political Journalism in Comparative Perspective.
Jeho výzkum se primárně zabývá žurnalistikou a politickou komunikací.